# Anopheles solomonis
Anopheles solomonis är en tvåvingeart som beskrevs av Belkin, Knight och Rozeboom 1945. Anopheles solomonis ingår i släktet Anopheles och familjen stickmyggor. Inga underarter finns listade i Catalogue of Life.